# Frankfurter elektronische Rundschau zur Altertumskunde
Die Frankfurter elektronische Rundschau zur Altertumskunde (Kurztitel: FeRA) ist eine begutachtete internationale wissenschaftliche Fachzeitschrift für die Altertumswissenschaften.
Die FeRA wurde im Jahre 2005 von Stefan Krmnicek und Peter Probst begründet. Seit 2011 wird sie von Peter Probst und Krešimir Matijević herausgegeben. Die Zeitschrift erscheint dreimal im Jahr (April, August, Dezember). Publikationssprachen sind Deutsch, Englisch, Französisch und Italienisch. Eine international besetzte Redaktion begutachtet die eingereichten Zeitschriftenbeiträge. Publiziert werden vor allem Aufsätze und Rezensionen.
Die Zeitschrift bietet freien Zugang (Open Access) zu ihren Inhalten, entsprechend der Grundannahme, dass die freie öffentliche Verfügbarkeit von Forschung einem weltweiten Wissensaustausch zugutekommt. Die Beiträge ab Ausgabe Nr. 41 (2020) sind lizenziert unter der Lizenz Creative Commons Namensnennung – 4.0 International (CC BY 4.0).